# Cheilosia christophori
Cheilosia christophori är en tvåvingeart som beskrevs av Becker 1894. Cheilosia christophori ingår i släktet örtblomflugor, och familjen blomflugor. Inga underarter finns listade i Catalogue of Life.